# Fűgyökérrágó lepkék
A fűgyökérrágó lepkék (Crambinae) a valódi lepkék közül a fényiloncafélék (Pyralidae) családjának egyik alcsaládja. Korábban a fűgyökérrágó lepkefélék (Crambidae) család névadó alcsaládja volt, de a modern rendszertanok ezt a családot beolvasztották a fényiloncafélék közé.

## Elterjedésük, élőhelyük
A számos faj többsége a mérsékelt égöv lakója. Európában 25 nemük fajai élnek.

## Életmódjuk
A legtöbb hernyó egyszikűek gyökérén, galériaszerű csövekben él, mások mocsári növények szárában aknáznak és gubóban bábozódnak (Mészáros, 2005).

## Rendszertani felosztásuk
Az alcsaládot huszonhat nemre tagolják:
- Agriphila
- Ancylolomia
- Argyria
- Calamotropha
- Catoptria
- Charltona
- Chilo
  - csíkos nádfúrómoly (Chilo phragmitella Hb., 1810)
- Crambus
- Culladia
- Diatraea
- Eoreuma
- Eschata
- Euchromius
- Fernandocrambus
- Fissicrambus
- Glaucocharis
- Hednota
- Ismene
- Knysna
- Mesolia
- Mestolobes
- Microcrambus
- Pediasia
- Prionapteryx
- Talis
- Thaumatopsis

## Magyarországi fajaik
- Agriphila (Hb., 1825)
  - hegyi fűgyökérmoly (Agriphila brioniellus, Zerny, 1914) - Magyarországon szórványos (Pastorális, 2011)
  - őszi fűgyökérmoly (Agriphila deliella, Hb., 1813) - Magyarországon többhelyütt előfordul (Buschmann, 2004; Pastorális, 2011)
  - parlagi fűgyökérmoly (Agriphila geniculea, A. geniculeus Haworth, 1811) - Magyarországon közönséges (Buschmann, 2004; Pastorális, 2011; Pastorális & Szeőke, 2011)
  - közönséges fűgyökérmoly (Agriphila inquinatella, Denis & Schiffermüller, 1775)  - Magyarországon közönséges (Horváth, 1997; Fazekas, 2001; Buschmann, 2004; Pastorális, 2011; Pastorális & Szeőke, 2011)
  - okkerszínű fűgyökérmoly (Agriphila poliellus, A. poliella Treitschke, 1832) - Magyarországon közönséges (Pastorális, 2011; Pastorális & Szeőke, 2011); rendszerint homokpusztagyepeken fordul elő (Horváth, 1997)
  - fakó fűgyökérmoly (Agriphila selasella, Hb., 1813) - Magyarországon közönséges (Fazekas, 2001; Buschmann, 2004; Pastorális, 2011; Pastorális & Szeőke, 2011)
  - aranyrojtú fűgyökérmoly (Agriphila straminella), Denis & Schiffermüller, 1775 - Magyarországon közönséges (Fazekas, 2001; Buschmann, 2004; Pastorális, 2011)
  - Agriphila tersella (A. tersellus, Lederer, 1855)
    - magyar fűgyökérmoly (A. tersella f. hungarica, Schmid, 1909) - Magyarországon közönséges (Pastorális, 2011; Pastorális & Szeőke, 2011) — A. tersella hungarica (Fazekas, 2001); A. hungarica (Buschmann, 2004)

  - karszterdei fűgyökérmoly (Agriphila tolli, Bleszyński, 1952) - Magyarországon közönséges (Horváth, 1997; Buschmann, 2004; Pastorális, 2011) — A. tollia pelsonius (Fazekas, 2001; Pastorális & Szeőke, 2011)
  - gyászos fűgyökérmoly (Agriphila tristella, Denis & Schiffermüller, 1775) - Magyarországon sokfelé előfordul (Fazekas, 2001; Buschmann, 2004; Pastorális, 2011; Pastorális & Szeőke, 2011)
- csőrösmoly (Ancylolomia, Hb., 1825)
  - magyar csőrösmoly (Ancylolomia palpella, Denis & Schiffermüller, 1775) - Magyarországon közönséges (Horváth, 1997; Buschmann, 2004; Pastorális, 2011)
  - fésűscsápú csőrösmoly (Ancylolomia pectinatella, Zeller, 1847) - Magyarországon szórványos (Pastorális, 2011)
- nádlevélmoly (Calamotropha) Zeller, 1863
  - aranyszínű nádlevélmoly (Calamotropha aureliellus, C. aureliella Fischer von Röslerstamm, 1841) - Magyarországon sokfelé előfordul (Fazekas, 2001; Buschmann, 2004; Pastorális, 2011; Pastorális & Szeőke, 2011)
  - barna nádlevélmoly (Calamotropha paludella Hb., 1824) - Magyarországon közönséges (Fazekas, 2001; Buschmann, 2004; Pastorális, 2011; Pastorális & Szeőke, 2011)
- Catoptria (Hb., 1825)
  - tarka fűgyökérmoly (Catoptria confusella Staudinger, 1882) - Magyarországon közönséges (Buschmann, 2004; Pastorális, 2011)
  - hálós fűgyökérmoly (Catoptria falsella, C. persephone) Denis & Schiffermüller, 1775) - Magyarországon közönséges (Fazekas, 2001; Buschmann, 2004; Pastorális, 2011; Pastorális & Szeőke, 2011)
  - villámmintás fűgyökérmoly (Catoptria fulgidella Hb., 1813) - Magyarországon szórványos (Buschmann, 2004; Pastorális, 2011)
  - szalmasárga fűgyökérmoly (Catoptria lythargyrella Hb., 1796) - Magyarországon közönséges (Horváth, 1997; Buschmann, 2004; Pastorális, 2011; Pastorális & Szeőke, 2011)
  - gyöngyös fűgyökérmoly (Catoptria margaritella Denis & Schiffermüller, 1775) - Magyarországon többhelyütt előfordul (Pastorális, 2011)
  - alpesi fűgyökérmoly (Catoptria myella Hb., 1796) — Magyarországon szórványos (Pastorális, 2011)
  - fehércsíkos fűgyökérmoly (Catoptria mytilella Hb., 1805) - Magyarországon többhelyütt előfordul (Pastorális, 2011)
  - nyugati fűgyökérmoly (Catoptria osthelderi de Lattin, 1950) - Magyarországon többhelyütt előfordul (Pastorális, 2011
  - gyöngyházcsíkos fűgyökérmoly (Catoptria permutatella Herrich-Schäffer, 1848) - Magyarországon többhelyütt előfordul (Pastorális, 2011)
  - ezüstös fűgyökérmoly (Catoptria pinella L., 1758) - Magyarországon közönséges (Fazekas, 2001; Buschmann, 2004; Pastorális, 2011; Pastorális & Szeőke, 2011)
  - kormos fűgyökérmoly (Catoptria verella, C. verellus Zincken, 1817) - Magyarországon közönséges (Fazekas, 2001; Buschmann, 2004; Pastorális, 2011; Pastorális & Szeőke, 2011)
- Chilo (Zincken, 1817)
  - sárgás nádfúrómoly (Chilo luteellus Motschulsky, 1866) - Magyarországon többhelyütt előfordul (Pastorális, 2011)
  - csíkos nádfúrómoly (Chilo phragmitella Hb., 1805) - Magyarországon közönséges (Buschmann, 2004; Fazekas, 2001; Mészáros, 2005; Pastorális, 2011; Pastorális & Szeőke, 2011)
  - egyszínű nádfúrómoly (Chilo suppressalis Walker, 1863) — Magyarországon szórványos (Pastorális, 2011)
- Chrysocrambus (Bleszyński, 1957)
  - rácsos fűgyökérmoly (Chrysocrambus craterella Scopoli, 1763) - Magyarországon közönséges (Fazekas, 2001; Buschmann, 2004; Pastorális, 2011; Pastorális & Szeőke, 2011)
  - déli fűgyökérmoly (Chrysocrambus linetella Fabricius, 1781) - Magyarországon közönséges (Fazekas, 2001; Buschmann, 2004; Pastorális, 2011; Pastorális & Szeőke, 2011)
- Chrysoteuchia (Hb., 1825)
  - kerti fűgyökérmoly (Chrysoteuchia culmella, C. hortuella L., 1758) - Magyarországon közönséges (Fazekas, 2001; Buschmann, 2004; Pastorális, 2011; Pastorális & Szeőke, 2011)
- Crambus (Fabricius, 1798)
  - fenyéres-fűgyökérmoly (Crambus ericella Hb., 1813) - Magyarországon többhelyütt előfordul (Pastorális, 2011)
  - uzsai fűgyökérmoly (Crambus hamella Thunberg, 1788) — Magyarországon szórványos (Pastorális, 2011)
  - mezei fűgyökérmoly (Crambus lathoniellus, C. lathoniella Zincken, 1817) - Magyarországon sokfelé előfordul (Fazekas, 2001; Buschmann, 2004; Pastorális, 2011; Pastorális & Szeőke, 2011)
  - lápréti fűgyökérmoly (Crambus pascuella, C. pascuellus L., 1758) - Magyarországon közönséges (Fazekas, 2001; Buschmann, 2004; Pastorális, 2011; Pastorális & Szeőke, 2011)
  - gyöngyházas fűgyökérmoly (Crambus perlella, C. perlellus, C. monochromellus Scopoli, 1763) - Magyarországon közönséges (Fazekas, 2001; Buschmann, 2004; Pastorális, 2011; Pastorális & Szeőke, 2011)
  - ékes fűgyökérmoly (Crambus pratella C. pratellus, C. dumetella L., 1758) - Magyarországon közönséges (Fazekas, 2001; Buschmann, 2004; Pastorális, 2011; Pastorális & Szeőke, 2011)
  - erdei fűgyökérmoly (Crambus silvella, C. silvellus Hb., 1813) - Magyarországon közönséges (Fazekas, 2001; Buschmann, 2004; Pastorális, 2011)
  - mocsári fűgyökérmoly (Crambus uliginosellus, C. scotica Zeller, 1850) - Magyarországon többhelyütt előfordul (Fazekas, 2001; Pastorális, 2011)
- mozaikmoly (Euchromius) Guenée, 1845
  - cifra mozaikmoly (Euchromius bella, E. bellus Hb., 1796) - Magyarországon közönséges (Horváth, 1997; Fazekas, 2001; Buschmann, 2004; Pastorális, 2011)
  - ezüstcsíkos mozaikmoly (Euchromius ocellea Haworth, 1811) - Magyarországon közönséges (Horváth, 1997; Buschmann, 2004; Pastorális, 2011; Pastorális & Szeőke, 2011)
- Friedlanderia (Agnew, 1987)
  - tarka nádfúrómoly (Friedlanderia cicatricella Hb., 1824) - Magyarországon közönséges (Fazekas, 2001; Buschmann, 2004; Pastorális, 2011)
- Mesocrambus (Bleszyński, 1957)
  - buckajáró fűgyökérmoly (Mesocrambus candiellus Herrich-Schäffer, 1848) — Magyarországon szórványos (Pastorális, 2011)
- Metacrambus (Bleszyński, 1957)
  - homoki fűgyökérmoly (Metacrambus carectellus Zeller, 1847) — Magyarországon közönséges (Fazekas, 2001; Buschmann, 2004; Pastorális, 2011; Pastorális & Szeőke, 2011)
- Pediasia (Hb., 1825)
  - sziki fűgyökérmoly (Pediasia aridella Thunberg, 1788) - Magyarországon többhelyütt előfordul (Fazekas, 2001; Buschmann, 2004; Pastorális, 2011)
  - mocskos fűgyökérmoly (Pediasia contaminella, P. kenderesiensis)Hb., 1796) - Magyarországon közönséges (Fazekas, 2001; Buschmann, 2004; Pastorális, 2011; Pastorális & Szeőke, 2011)
  - sávos fűgyökérmoly (Pediasia fascelinella (Hb., 1813) - Magyarországon többhelyütt előfordul (Pastorális, 2011; Pastorális & Szeőke, 2011)
  - homokháti fűgyökérmoly (Pediasia jucundella Herrich-Schäffer, 1847) — Magyarországon szórványos (Pastorális, 2011)
  - agyagsárga fűgyökérmoly (Pediasia luteella (Denis & Schiffermüller, 1775) — Magyarországon közönséges (Buschmann, 2004; Fazekas, 2001; Pastorális, 2011; Pastorális & Szeőke, 2011)
  - alföldi fűgyökérmoly (Pediasia matricella Treitschke, 1832) - Magyarországon többhelyütt előfordul (Pastorális, 2011)
- Platytes (Guenée, 1845)
  - moharágómoly (Platytes alpinella Hb., 1813) — Magyarországon közönséges (Fazekas, 2001; Buschmann, 2004; Pastorális, 2011; Pastorális & Szeőke, 2011)
  - törpe fűgyökérmoly (Platytes cerussella Denis & Schiffermüller, 1775) — Magyarországon közönséges (Fazekas, 2001; Buschmann, 2004; Pastorális, 2011; Pastorális & Szeőke, 2011)
- Pseudobissetia (Bleszyński, 1959)
  - kukoricafúró moly (Pseudobissetia terrestrellus Christoph, 1885) — Magyarországon szórványos (Pastorális, 2011)
- Talis (Guenée, 1845)
  - pannon fűgyökérmoly (Talis quercella Denis & Schiffermüller, 1775) — Magyarországon közönséges (Fazekas, 2001; Buschmann, 2004; Pastorális, 2011; Pastorális & Szeőke, 2011)
- Thisanotia (Hb., 1825)
  - tavaszi fűgyökérmoly (Thisanotia chrysonuchella Scopoli, 1763) — Magyarországon közönséges (Fazekas, 2001; Buschmann, 2004; Pastorális, 2011; Pastorális & Szeőke, 2011)

- Xanthocrambus (Bleszyński, 1955)
  - sárga fűgyökérmoly (Xanthocrambus saxonellus Zincken, 1821) — Magyarországon közönséges (Pastorális, 2011; Pastorális & Szeőke, 2011)
  - zegzugos fűgyökérmoly (Xanthocrambus lucellus Herrich-Schäffer, 1848) - Magyarországon többhelyütt előfordul (Horváth, 1997; Fazekas, 2001; Buschmann, 2004; Pastorális, 2011; Pastorális & Szeőke, 2011)